# Škamevec
Škamevec (izgovarjava [ʃkaˈmɛːʋəts]) je naselje v Občini Velike Lašče. Leži v hribovju severno od Rašice pri Velikih Laščah. Kot tudi preostanek občine je bilo naselje včasih del tradicionalne pokrajine Dolenjske, danes pa je del Osrednjeslovenske statistične regije.
Pri vasi je Škamevsko korito z železom bogato vodo.